# Paraconexibacter algicola
Paraconexibacter algicola es una especie de bacteria del género Paraconexibacter. Fue descrita en el año 2020, es la especie tipo. Su etimología hace referencia a habitante de las algas. Se tiñe como gramnegativa, siendo una excepción del filo Actinomycetota. Es aerobia e inmóvil. Tiene un tamaño de 0,4-0,5 μm de ancho por 0,8-1,3 μm de largo. Catalasa y oxidasa positivas. Temperatura de crecimiento entre 15-36 °C, óptima de 25-30 °C. Forma colonias lisas, circulares y blancas en agar R2A tras 3 días de incubación. Es sensible a los antibióticos: amikacina, ampicilina, amoxicilina, ceftazidima, ceftriaxona, cloranfenicol, ciprofloxacino, eritromicina, gentamicina, ácido nalidíxico, penicilina, tobramicina y vancomicina. Resistente a cotrimoxazol y nitrofurantoina. Tiene un genoma de 4,74 Mpb y un contenido de G+C de 74,2%. Se ha aislado de aguas superficiales del lago Seo, en Corea del Sur. 